# Пирог Тетяна Павлівна
Тетяна Павлівна Пирог (нар. 20 квітня 1958, СРСР) — український науковець; провідний науковий співробітник відділу загальної та ґрунтової мікробіології Інституту мікробіології і вірусології ім. Д. К. Заболотного НАН України. Доктор біологічних наук, професор. Член Центральної ради Товариства мікробіологів України ім . С. М. Виноградського.
Заслужений діяч науки і техніки України.

## Біографія
У 1980 році закінчила Київський технологічний інститут харчової промисловості (зараз Національний університет харчових технологій). З 1983 року і по цей час працює в Інституті мікробіології і вірусології ім. Д. К. Заболотного НАН України.
У 1989 році захистила кандидатську дисертацію, у 1999-му — докторську.
З 2001 року очолює кафедру біотехнології і мікробіології Національного університету харчових технологій.

### Наукова діяльність
Основні наукові дослідження присвячені мікробіології та біотехнології. Є автором (співавтором) низки підручників, монографій, статей, серед яких:
- Загальна мікробіологія: підручник для студ. вищих навч. закладів. — К., 2004. — 472 с.
- Харчова біотехнологія: підручник. — К., 2016. — 407 с.
- Біотехнологічні методи захисту рослин: підручник. — К., 2018. — 345 с.

У 2009 році за цикл наукових праць «Глікополімери бактерій: закономірності структурної організації макромолекул, функціонально-біологічна активність і аспекти практичного використання» було присуджено Державну премію України в галузі науки і техніки.
Член редколегії журналів «Харчова промисловість», «Мікробіологічний журнал», «Ukrainian Food Journal».